# هيوي ريتشاردسون
هيوي ريتشاردسون (بالإنجليزية: Huey Richardson)‏ هو لاعب كرة قدم أمريكية أمريكي، ولد في 2 فبراير 1968 في أتلانتا في الولايات المتحدة.

## وصلات خارجية
- هيوي ريتشاردسون على موقع مرجع كرة القدم المحترفة.كوم (الإنجليزية)